# Expulsão dos jesuítas de Portugal
A chamada expulsão dos jesuítas foi um evento da história de Portugal que teve lugar no reinado de D. José I, em 1759, sob a orientação do seu Secretário de Estado dos Negócios Interiores do Reino, o futuro Marquês de Pombal. Portugal foi o primeiro país europeu a expulsar os jesuítas.

Declaro os sobreditos regulares [os Jesuítas] (…) rebeldes, traidores, adversários e agressores que estão contra a minha real pessoa e Estados, contra a paz pública dos meus reinos e domínios, e contra o bem comum dos meus fiéis vassalos (…) mandando que efetivamente sejam expulsos de todos os meus reinos e domínios.— Decreto de expulsão dos Jesuítas, 1759.

## História

### Antecedentes
O quadro político da Europa neste período foi marcado por regimes monárquicos absolutistas, cujas práticas eram contestadas pelas ideias do iluminismo. Nesse cenário tinha lugar o chamado despotismo esclarecido, personificado em Portugal pela figura do Marquês de Pombal.
Como exemplo dessas práticas, eram correntes no país o Regalismo e o Beneplácito Régio. O primeiro manifestava-se na intervenção direta do Estado em matéria religiosa e na diminuição dos poderes do Papa. A influência das ideias jansenistas e anglicanas era notória, trazidas pela influência do absolutismo francês e das tendências anti-romanas manifestadas por alguns setores do clero. O Beneplácito Régio, enquanto demonstração do Regalismo, está relacionado, em Portugal, com a supremacia da Secretaria de Estado em relação aos tribunais e instituições papais, cujos documentos (bulas, breves) necessitavam ser submetidos à apreciação do poder régio para a respectiva execução.
É à luz destas duas manifestações iluministas reinantes na política religiosa portuguesa, num ambiente de rivalidade entre jesuítas e oratorianos no interior da Igreja Católica ao tempo do Marquês de Pombal, que se registra a perseguição e expulsão da Companhia de Jesus do país, congregação religiosa com grande ascendência, a todos os níveis, principalmente após a Restauração da Independência (1640). Com claro domínio das esferas da Corte, das Missões na América e no Oriente, do ensino, da cultura intelectual, a Companhia despertou a desconfiança dos governantes e rivalidades de outras ordens religiosas e do clero secular. Estavam, assim, criadas as condições para a antipatia pombalina para com os religiosos desta Ordem.
A sociedade portuguesa, com todos os ideais iluministas, procurava uma nova cultura, que fosse moderna e protegida por um Estado secular. Não se tratava da supressão completa da Companhia de Jesus, mas de uma abertura para novas formas de pensamento, que fossem boas e positivas. Além disso, havia também a mudança social em relação ao crescimento industrial a partir da segunda metade do século XVIII. Com a proteção aos indígenas e o acúmulo de bens territoriais nos domínios portugueses, os jesuítas passaram a ser vistos com hostilidade pelo Estado, que os encarava como elementos desfavoráveis à economia mercantil.
Em 1741, foram publicadas duas bulas papais que proibiam os missionários do exercício de qualquer comércio e de autoridade secular, e cuja aplicação foi posteriormente cobrada pelo Marquês de Pombal na tentativa de minimizar o poderio dos jesuítas.
Para Pombal, a Companhia constituía-se num obstáculo à condução da sua política de reformas. Subjugada a nobreza com o Processo dos Távoras e setores do povo com a repressão ao motim do Porto (Companhia Geral da Agricultura das Vinhas do Alto Douro), adivinhava-se uma perseguição ao clero.

### As questões Jesuítas no Brasil
Na América Portuguesa, o trabalho de campo dos missionários da Companhia de Jesus foi responsável pela expansão dos limites do território colonizado. Contudo, existiam conflitos entre esses missionários e os colonos, conflitos esses mais acirrados no Estado do Maranhão. Esse desentendimento entre os Jesuítas e os colonos resultou em vários episódios de conflito dentre os quais se destacam a oposição às manifestações do Padre António Vieira (1608-1697) e a Revolta de Beckman (1684). No século seguinte, outros episódios de conflito ocorreram só que desta vez no sul do Estado do Brasil: a questão dos Sete Povos das Missões e a Guerra Guaranítica (1753-1756).

#### No norte do Brasil
Na época, a Companhia de Jesus: 
- Na região correspondente aos atuais estados do Pará e do Maranhão, 155 jesuítas, espalhados por 17 aldeias, dois colégios e um seminário, administravam: mais de 100 mil cabeças de gado na Ilha de Marajó, 25 fazendas de cultivo agrícola e criação de gado, 3 engenhos produtores de açúcar, uma olaria, além da atividade de extração das selvas as "drogas do sertão" (cacau, cravo, canela etc.);[7][8][9][10]
- No sul do Piauí e proximidades, administravam a herança deixada, em 1711, por Domingos Afonso Mafrense, que englobava 31 fazendas de gado, três residências com suas roças e 49 sítios arrendados a particulares.[11]

Como resultado da expulsão, todos os bens da Companhia de Jesus foram confiscados pelo Império Português.
Na raiz dos conflitos entre as autoridades civis e eclesiásticas com os missionários jesuítas no norte do Brasil (atuais estados do Pará e do Maranhão), estavam reformas político-econômicas propostas pelo Marquês de Pombal, implementadas naquela região por seu meio-irmão Francisco Xavier de Mendonça Furtado, governador entre 1751 e 1759, que tinham cinco pilares:
1. a Lei da Liberdade dos Índios;
2. a Lei da Abolição do Governo Temporal das aldeias administradas pelos religiosos;
3. a instituição da Companhia Geral de Comércio do Grão-Pará e Maranhão (que cerceou o comércio dos missionários);[12]
4. o Diretório dos Índios; e
5. o redimensionamento da presença dos religiosos na região.

Tais medidas serviriam como base de sustentação para criar na Amazônia brasileira um novo quadro socioeconômico nos moldes do iluminismo, sob o argumento de ensaiar um governo dos índios por eles mesmos, no entanto, o resultado foi a autorização para o colonizador exterminar os povos indígenas, através do alvará de 7 de junho de 1755, que tirou a jurisdição dos jesuítas sobre os povos indígenas no Pará e no Maranhão, e em 8 de maio de 1758, a determinação foi estendida para todo o Brasil.
Boa parte desses conflitos tinham sua raiz no modo como os jesuítas administraram as aldeias sob seu controle, pois esses apartavam os povos nativos da sociedade colonial; sendo, desse modo, um obstáculo aos interesses dos colonos de explorar, sem restrições, o trabalho escravo dos povos nativos, portanto, pode-se concluir que as leis decretadas pelo Marquês de Pombal, atendiam os interesses dos colonizadores e bandeirantes. Tais conflitos estão entre as causas da expulsão dos Jesuítas do Grão-Pará e Maranhão, em 1759.
Como antecedentes próximos da referida expulsão, pode-se citar a expulsão de dez jesuítas no ano de 1757, com destaque para: o padre João Daniel, que apresentou reclamações ao governador contra uma lei de 1757, que retirou dos missionários a administração temporal das aldeias e, por isso, foi acusado de insubordinação; e os Padres André Meisterburg e Anselmo Eckart, acusados de terem armado os índios, de modo similar a fatos que teriam ocorrido na Guerra Guaranítica.
O Embaixador português no Vaticano, a pedido do Marquês de Pombal, denunciou a Companhia de Jesus pela prática de comércio no Estado do Grão-Pará e Maranhão, o que resultou na investigação dirigida pelo Cardeal Saldanha da Gama, indicado pelo Papa para o cargo de Reformador e Visitador da Companhia de Jesus no Estado do Grão-Pará e Maranhão. Em 1758, as investigações foram encerradas, e permitiram que o Cardeal confirmasse as denúncias, retirasse as faculdades de confessar dos jesuítas e condenou Lorenzo Ricci, então Superior-geral da Companhia de Jesus, por permitir a comercialização das "drogas do sertão".
Sobre esse tema, ver também: Missões religiosas na Amazônia Portuguesa.

### A expulsão dos Jesuítas
Após o Sismo de Lisboa de 1755, percebendo, no episódio, uma oportunidade para a reforma dos costumes e da moral, o padre jesuíta Gabriel Malagrida escreveu um opúsculo sobre moral do qual ofereceu exemplares a José I de Portugal e ao Marquês de Pombal. Este último, entretanto, entendeu a oferta e as exortações moralistas do religioso como uma insinuação acusatória, pelo que desterrou o religioso para Setúbal.

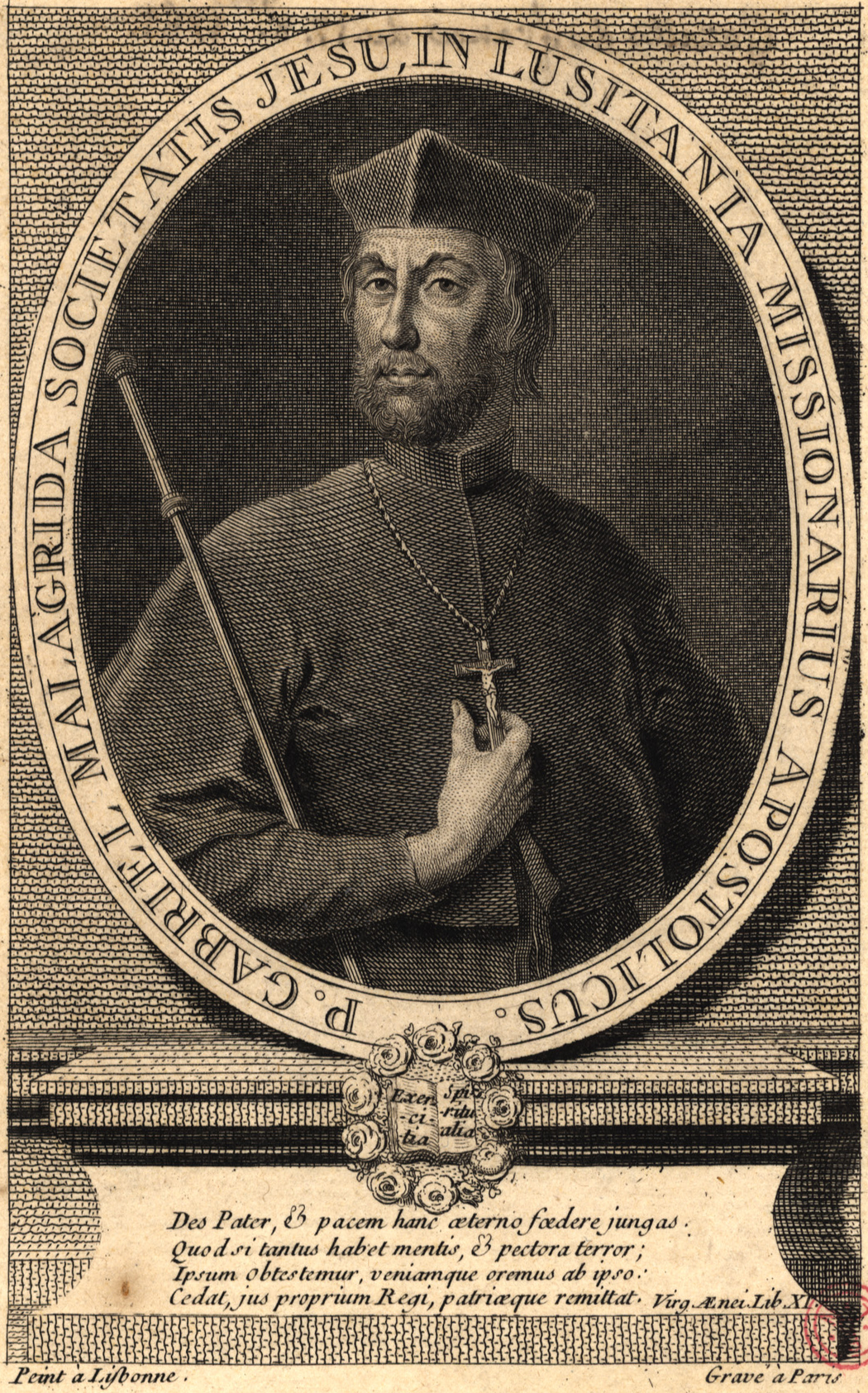
Retrato de Gabriel Malagrida na Biblioteca Nacional de Portugal.

Pouco tempo depois, Pombal acusou os jesuítas de instigarem os motins contra si, nomeadamente contra a sua criação da Companhia Geral da Agricultura das Vinhas do Alto Douro (Porto, 1757), o que lhe permitiu entre outras coisas o de extinguir as missões no Brasil e passar as suas enormes propriedades imobiliárias e empresariais para o Estado.
Os jesuítas, a tentar explicar a situação em que ficavam no Brasil, foram também expulsos da Corte em 1757. Nesta mesma data, Pombal inicia a sua campanha antijesuítica em Roma, acusando os padres da Companhia de praticarem comércio ilegal no Brasil e de incitarem as populações contra o governo. Averiguando a situação relatada pelo Ministro Português, a Santa Sé recebeu informações — manipuladas por aquele[carece de fontes?] — sobre a veracidade das acusações feitas à Companhia de Jesus. Como resultado, os jesuítas foram suspensos de confessar e pregar em Lisboa, e o informador, o Cardeal Saldanha, foi recompensado com a cadeira patriarcal no ano seguinte (1758).
Em 3 de setembro de 1758, a carruagem do rei foi alvejada quando esse voltava da casa de sua amante, a esposa do Marquês de Távora. O monarca foi ferido e a rainha assumiu como regente. As investigações, durante o mês de dezembro, acusaram membros da alta nobreza, os quais foram imediatamente presos; entre eles integrantes da família dos Távoras (o número total de prisioneiros chegou a mais de mil, a maioria dos quais jamais foi julgada formalmente). Em 12 de janeiro de 1759, o José de Mascarenhas da Silva e Lencastre, então Duque de Aveiro, e diversos membros da família dos Távoras foram condenados à morte.
Dois dias depois, a 19 desse mesmo mês, D. José ordena o sequestro dos bens dos Regulares da Companhia de Jesus.
Aqueles mais o que foi obtido nos os sequestros que fizeram à família Távora deram origem a um grande cofre — o da Junta da Inconfidência — cujas contas foram apresentadas ao Erário Régio.
Na época, o Marquês de Pombal insinuou que o atentado seria obra daquela família em conluio com os jesuítas.
Em 1759, Pombal enviou um relatório oficial a Roma acerca do ferimento de D. José, mas este acabou por ter poucas repercussões na Santa Sé.
Em 28 de junho de 1759, foi publicada uma Carta Régia que proibiu os jesuítas de ensinarem latim, grego e retórica.
Em 3 de setembro, o Rei Dom José I, de Portugal, proclamou a "Lei de Extermínio, Proscrição e Expulsão dos seus Reinos e Domínios Ultramarinos dos Regulares da Companhia de Jesus", que incluía o imediato confisco das suas casas e bens. Naquele ato, o Rei afirmou que os jesuítas seriam: "Notórios Rebeldes, Traidores, Adversários, e Agressores". Após a referida publicação, os jesuítas foram detidos nos principais colégios em cada região e expulsos para a Europa em 1760.
Dom José I e o Marquês de Pombal acreditavam que, esmagando a força dos jesuítas, estariam eliminando o principal entrave político interno para um maior controle da economia por parte do Estado, o que possibilitaria a formação de forças políticas mais racionais de fomento manufatureiro.
A expulsão foi a ruptura de uma colaboração entre a Companhia de Jesus e a Coroa Portuguesa que já durava cerca de dois séculos e foi um prelúdio, do que ocorreria em 21 de julho de 1773: a Supressão da Companhia de Jesus, com a assinatura pelo Papa Clemente XIV do breve Dominus ac Redeptor Noster.
Alguns jesuítas foram deportados para os Estados Pontifícios e outros foram encarcerados em Lisboa. Malagrida, já com avançada idade e debilitado pelas missões no Estado do Maranhão, ao fim de três anos nas masmorras, foi publicamente supliciado na capital, em 21 de setembro de 1761.
Sobre o tema, Voltaire, em França, considerou o evento como "um excesso ridículo e absurdo junto ao excesso de horror".
O sentimento antijesuítico de Pombal nunca o abandonou, levando-o mesmo a escrever acerca do que pensava daqueles religiosos na sua "Dedução Cronológica" (publicação assinada por José Seabra da Silva). Chegou mesmo a afirmar que todos os males de Portugal se deviam aos jesuítas, ideia que foi acolhida na Europa por outros adversários da Companhia. De fato, França, Espanha e Nápoles imitaram Portugal, iniciando-se uma pressão contra os jesuítas tão grande na Europa que o Papa Clemente XIV, no breve "Dominus ac Redemptor", de 21 de Julho de 1773, suprimiu a Companhia na Europa. Esta só veio a ser restaurada em 1814, a partir da Rússia, ainda que Portugal não consentisse na sua readmissão.